# Labret
Labret eller læbepiercing er en genstand fastgjort i huller i læberne (latin: labium = læbe).

## Historisk brug
Både i Afrika og Sydamerika har det i mange traditionelle stammesamfund været almindeligt at begge køn var labretteret i underlæben. I Sydamerika har det også været almindeligt med små huller i mundvigene. Men kun kvinder fra Afrika har være labrettet i overlæben.
Hos de gamle aztekere og mayaer var læbepiercinger til forskel fra den overvejende afrikanske tradition kun for mandlige medlemmer af de højeste kaster.

## Moderne brug
Fra 1990'erne er (små) læbepiercinger blevet et normalt fænomen i den vestlige verden, især blandt unge mennesker.

## Labret
Mange stammer i Afrika og Amerika har og har haft stifter og ringe i læberne. Mulighederne er meget store og det er mere eller mindre frivilligt og personligt hvor meget stammefolk gør ud af at udvide hullerne. Men ofte en bestemt type på mode inden for en stamme. Mærkeligt nok kendes ikke eksempler på at mænd har huller i overlæben.
Formålet med en stor stift eller lille plade i en eller begge læberne er at fremhæve de erotiske svulmende læber, lidt ligesom at man får indsprøjtet silikone i læberne. Desuden gør det brede hul, at læben kunne vrides rundt langs kanten af pladen, så den smukke røde inderside blev synlig, lidt som læbestift.

### Tallerkenfolket
Tallerkenfolket er kvinder fra nogle stammer i Afrika, hvor unge kvinder har den tradition at indsætte tykke stifter eller trinvist støre plader i læberne, op til ca. 15 cm i bredden i underlæben og op til 6 cm brede skiver i overlæben. En underkop er ca. 15 cm i diameter, så navnet er en overdrivelse, især da de store skiver er mere sjældne end de små stifter. Skiven/stiften er som regel rund af bålbrændt ler eller træ, men ringformede skiver og former af elfenben med lige kant findes også. Der fandtes tre grundtyper af tallerkenfolk: dem med kun i overlæben, kun i underlæben og i begge læber. Typen kun med skiver i overlæben er næsten uddød.
Skikken er i dag forbudt[kilde mangler], men da forbuddet ikke overholdes alle steder eller er nyt for nogle stammer, findes der stadig nogle kvinder med store underlæber.
Formålet med de store læber var at vise, at man var interesseret i at blive gift. Dels var det ubehageligt og tidskrævende at udvide læberne, så de fleste blev gift, før læberne blev særlig store, dels var det de mindre tiltrækkende kvinder, som opnåede de største og mest prestigefulde læber, og som derfor blev gift med de gamle rige mænd.
Læbeudvidelsen var også et stammetegn. Det var vigtigt for en kvinde at blive gift inden for stammen for at kunne holde kontakt med forældre og søskende, og for at manden ikke solgte hende. Inden for samme stamme kan skivestørrelsen variere fra et hul til store skiver.
For at undgå en dødelige betændelse var teknikken, at man begyndte med et lille hul, som blev udvidet med små snit, hver gang såret var lægt, samtidig med at man strakte læben med tunge skiver af ler, træ eller andet. Hvis underlæben strækkes langsomt, bliver den jævnt tynd. Hvis den strækkes hurtigt og kraftigt, strækkes også mundvigene og overlæben. Det er som regel søstre, der foretager indgrebet.

### Sara-stammen
Det mest ekstreme tallerkenfolk fandtes hos Sara-stammen, hvor kvinderne havde store træskiver i både under- og overlæbe, dog med de største skiver i underlæben. I ungdommen strittede munden lige frem, men presset og små slag fra skiverne, fik tænderne til at bøje ind i munden, så bæreren mistede evnen til at bide. På et tidspunkt tabtes fortænderne i undermunden, så munden gabte, og senere tabtes også fortænderne i overmunden, så skiverne hang lige ned. Den største skive, man kender til (sat i underlæben) var ca. 15 cm i diameter og 50 cm i omkreds; største skive i overlæben var ca 5 cm bred. Det var næsten frivilligt, om man ville have strakt sine læber. Men ens muligheder for at blive gift inden for stammen afhang af, om ens læber var større end andre ugifte kvinders. Hvis manden havde flere koner, ville den ældste jo gerne have de største læber for at kunne vise sin status over for fremmede.

### Mursierne
I dag er det nogle af Mursi-kvinderne, der har de største læber. De laver skiverne af ler, men da de derfor er tunge og sarte, bruger de som regel ikke skiverne til hverdag, når de først er blevet gift. Underlæben hænger bare og dingler, ligesom de lange øreflipper.

### Udbredelse af tallerkenfolk i Afrika
1. Mursier, i Etiopien, kun i underlæben, og ikke på alle kvinder. Ofte udvides øreflippen tilsvarende.
2. Surma, (aka Suri) i Etiopien, kun i underlæben.
3. Sara, i Tchad, skikken er uddød, men brugtes både i over- og underlæben, så kvindernes mund så ud som et næb.
4. Mobali, kun i overlæben, op til 6 cm, skikken er uddød.
5. Malawi

## Udbredelse i Amerika
1. Tlingit, Alaska. Kun underlæben, skikken er uddød. Kvinderne kunne have en skive og mænd kunne have to stifter under hver mundvig.
2. Mange stammer i Brasilien har haft ca 5 cm store træskiver i underlæberne på begge køn. Nogle få stammer findes endnu.
3. Mange stammer i Brasilien har haft tre små huller på begge køn, et i underlæben og et i hver mundvig, så at de kunne pynte sig med smukke fjer.